# Belcanto (zangstijl)

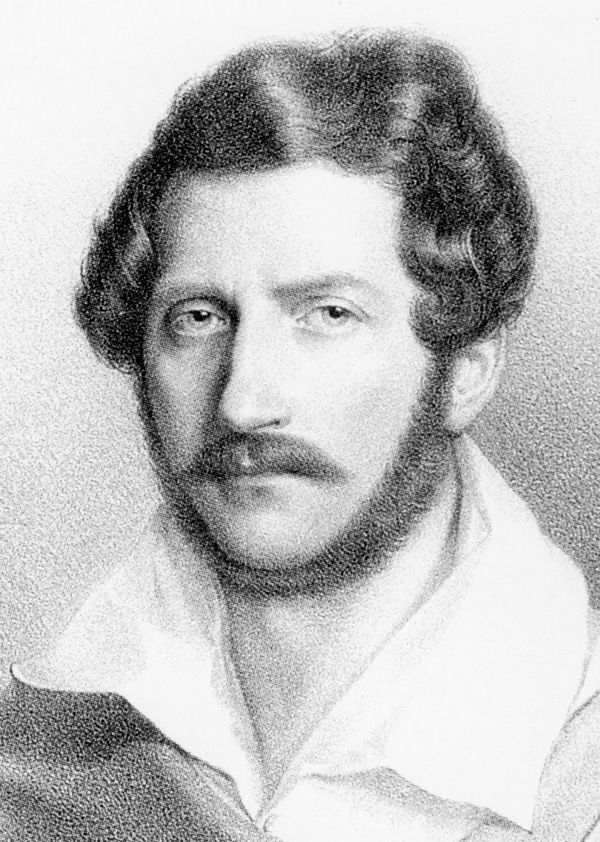
Componist Gaetano Donizetti

Belcanto (Italiaans voor "schone zang") is een zangstijl waarin de aandacht voor de klankkleur van de stem een bijzonder grote rol speelt. Vibrato kan daarbij van belang zijn, maar niet als esthetisch doel op zichzelf. De kunst is een maximum aan emotionele expressie te bereiken door de technische perfectie van de zang, zonder daarvoor vibrato of tremolo te laten aanzwellen of de dramatiek te accentueren. Ook op effect gerichte gemoedsuitingen als snikken, zuchten of lachen horen in het belcanto niet thuis. Belcanto is een manier van interpretatie, niet zozeer een zangstijl. 
Enkele componisten van het typerende belcanto-repertoire zijn Gaetano Donizetti, Gioacchino Rossini en Vincenzo Bellini. Belcanto had zijn bloeitijd in de eerste helft van de 19e eeuw.
De praktijk van het belcanto herleefde na de Tweede Wereldoorlog dankzij met name de sopranen Maria Callas en Joan Sutherland, die in staat waren om niet alleen aan de technische eisen van speciaal de coloraturen en melismatische versieringen - te voldoen, maar deze ook inhoud en diepgang te geven. Van deze vorm van ornamentiek, vaak aangezien voor onnodige opsmuk en misplaatste virtuositeit, maakten zij een wezenlijk muzikaal bestanddeel. Het succes dat zij behaalden in dit repertoire leidde tot hernieuwde belangstelling voor dit genre. De Nederlandse zangeres Cristina Deutekom bouwde een wereldcarrière op met dit repertoire.
Bekende zangers en prima donna's, vermaard om hun belcanto zijn of waren Alessandro Bonci, Giacomo Lauri-Volpi, Luisa Tetrazzini, Tito Schipa, Ferruccio Tagliavini, Rosa Ponselle, Maria Callas, Joan Sutherland, Marilyn Horne, Alfredo Kraus, Edita Gruberová, Luciano Pavarotti, Renato Bruson, Montserrat Caballé, Joseph Schmidt, Cecilia Bartoli, Mirella Freni, Richard Tauber, Frederica von Stade en Juan Diego Flórez.